# Lygodactylus waterbergensis
Lygodactylus waterbergensis este o specie de șopârle din genul Lygodactylus, familia Gekkonidae, descrisă de Hermann Johannes Heinrich Jacobsen în anul 1992. Conform Catalogue of Life specia Lygodactylus waterbergensis nu are subspecii cunoscute.